# テオン・ケネディ

テオン・ケネディ（Teon Kennedy、1986年6月26日 - ）は、アメリカの男性プロボクサー。フィラデルフィア出身。元USBA全米スーパーバンタム級王者。元NABA北米スーパーバンタム級王者。

## ファイトスタイル
アマチュア時代、2004年にケネディはゴールデングローブのフライ級部門で王座になった経験を持っている。基本に堅実でなおかつディフェンスと長いリーチを生かした技巧で距離を取りながら試合を進めていくことができる。

## 来歴
2007年1月11日、プロデビュー。初回KO勝ち。
2009年9月19日、ランテ・アッディーと対戦し初の引き分け。
同年11月20日、フランシスコ・ロドリゲス(メキシコ)とUSBA全米スーパーバンタム級王座決定戦で対決し、10回TKO勝ちを収め、王座を獲得した。
2010年5月22日、ホセ・アンヘル・ベランザ(メキシコ)と対戦し、3-0(117-111、117-111、115-113)の判定勝ちを収め、初防衛に成功した。
2010年9月25日、アレックス・ベセッラ(メキシコ)とNABA北米スーパーバンタム級王座決定戦で対戦し、11回開始寸前にベセッラがギブアップ。TKO勝ちを収め王者を獲得した。
2011年3月26日、ホルヘ・ディアスと全勝同士で対戦し、3-0（117-109、118-109、115-111）の判定勝ちを収めUSBA全米スーパーバンタム級王座の2度目の防衛に成功した。
2011年8月13日、アレハンドロ・ロペスとNABA北米スーパーバンタム級暫定王座決定戦で対戦し、プロ初黒星となる0-3の判定負けを喫し、王座獲得に失敗した。
2012年1月13日、クリストファー・マーティンとノンタイトル10回戦で対戦し、1-0（97-93、95-95、95-95）の判定で引き分けた。
2012年6月9日、世界初挑戦。MGMグランド・ガーデン・アリーナにて、WBA世界スーパーバンタム級王者ギレルモ・リゴンドウと対戦し、王者奪取を目指すも、5度ダウンを奪われ、最後のダウンでケネディ自身がロープ際でふらついて倒れたところをレフェリーがストップ。自身初のKO負けとなる5回1分11秒TKO負けを喫し、王座獲得に失敗した。
試合後、減量苦を理由にスーパーフェザー級に転向した。

## 獲得タイトル
- USBA全米スーパーバンタム級王座
- NABA北米スーパーバンタム級王座